# Komplexe Borhydride

Natriumborhydrid, ein komplexes Borhydrid

Komplexe Borhydride sind eine Stoffgruppe der Chemie, die das Tetrahydridoborat-Anion BH4− enthalten oder ein davon abgeleitetes Anion, bei dem ein bis drei Wasserstoffatome durch andere Gruppen ersetzt sind. Sie sind wichtige Reduktionsmittel in der organischen Synthese, wobei am häufigsten Natriumborhydrid eingesetzt wird.

## Geschichte
Komplexe Borhydride wurden zur Zeit des Zweiten Weltkriegs von Hermann Irving Schlesinger und Herbert Charles Brown entdeckt. Zu den ersten bekannten Vertretern gehörten Lithiumborhydrid, Aluminiumborhydrid, Berylliumborhydrid, Natriumborhydrid und Uranborhydrid. Letzteres wurde insbesondere im Rahmen des Manhattan-Projekts untersucht, das flüchtige Uranverbindungen für die Urananreicherung benötigte. Uranborhydrid ist neben Uranhexafluorid eine der flüchtigsten bekannten Uranverbindungen. Später wurden Borhydride als Reduktionsmittel für die organische Synthese verwendet. Für seine Forschung in diesem Bereich erhielt Brown im Jahr 1979 den Nobelpreis für Chemie.

## Herstellung
Borhydride können durch eine Reaktion von Diboran oder einem Borankomplex mit einem Metallhydrid oder Metallalkyl hergestellt werden. Beispiele sind die Herstellung von Magnesiumborhydrid aus Diethylmagnesium und Diboran oder von Calciumborhydrid aus Calciumhydrid und Triethylaminboran. Komplexe wie Triethylaminboran oder Dimethylsulfidboran werden verwendet, um das giftige und pyrophore Diboran zu vermeiden. Natriumborhydrid kann leicht durch Reaktion von Trimethylborat mit Natriumhydrid hergestellt werden. Lithiumtriethylborhydrid wird durch Reaktion von Triethylboran mit Lithiumhydrid hergestellt.
Viele Borhydride werden außerdem durch Salzmetathese aus anderen Borhydriden hergestellt. Beispielsweise kann Aluminiumborhydrid durch Reaktion von Lithiumborhydrid oder Natriumborhydrid mit Aluminiumchlorid oder Aluminiumbromid hergestellt werden. Tetrabutylammoniumborhydrid kann aus Tetrabutylammoniumchlorid und Natriumborhydrid hergestellt werden.

## Eigenschaften
Die Bindungsverhältnisse in den Borhydriden der Alkalimetalle und der schwereren Erdalkalimetalle sind stark ionisch geprägt, während bei den leichteren Erdalkalimetallen, insbesondere Berylliumborhydrid, deutliche kovalente Anteile auftreten. Auch Aluminiumborhydrid und Titanborhydrid sind deutlich kovalent.

## Reaktionen
Natriumborhydrid kann vor allem Aldehyde, Ketone und Säurechloride reduzieren. Natriumcyanoborhydrid wird insbesondere für die selektive Reduktion von Iminen verwendet. Lithiumborhydrid ist besser in organischen Lösungsmitteln löslich als Natriumborhydrid und reduziert bei erhöhten Temperaturen auch Ester, ist aber deutlich weniger reaktiv und damit selektiver als Lithiumaluminiumhydrid. Im Gegensatz zu Natriumborhydrid, das meist in Lösung in Wasser oder Methanol verwendet wird, ist Tetrabutylammoniumborhydrid ebenfalls in organischen Lösungsmitteln löslich, sodass Reduktionen beispielsweise in Dichlormethan durchgeführt werden können. Die Reaktivität ist aber ähnlich wie bei Natriumborhydrid, sodass es insbesondere Aldehyde, Ketonen und Säurechloride reduziert. Lithiumtriethylborhydrid ist deutlich nucleophiler als die meisten anderen Borhydride, sodass es in Substitutionsreaktionen reagiert und beispielsweise Alkylhalogenide und Tosylate zu den entsprechenden Kohlenwasserstoffen reduzieren kann.

## Verwendung
Ein wichtiger Anwendungsbereich für Borhydride allgemein ist als Reduktionsmittel in der organischen Synthese (siehe Abschnitt Reaktionen). Daneben wird die Anwendung als Wasserstoffspeicher im Energiebereich untersucht. Natriumborhydrid ist das mit Abstand meistgenutzte komplexe Hydrid und wird (Stand 2012) in der Größenordnung von über 2000 Tonnen pro Jahr verwendet. Die mengenmäßig wichtigste Anwendung ist in der Papierherstellung. Industrielle Anwendungen in der organischen Synthese sind beispielsweise Herstellungsprozesse von Vitamin A, Steroiden und Pharmazeutika.